# Proechimys cuvieri
La rata espinosa de Cuvier (Proechimys cuvieri) es una especie de roedor de la familia Echimyidae.

## Distribución geográfica
Se encuentra en Brasil, Guayana Francesa, Guayana, Perú y Surinam.